# Kerstin Widgren
Kerstin Margareta Widgren, under en tid Bergström, född 20 februari 1936 i Gustav Vasa församling i Stockholm, är en svensk skådespelare.

## Biografi
Kerstin Widgren är dotter till skådespelaren Olof Widgren, syster till författaren Lillemor Widgren Matlack, ämbetsmannen Jonas Widgren, professor Mats Widgren och mor till skådespelaren och regissören Helena Bergström.

## Filmografi
- 1958 – Lek på regnbågen
- 1971 – Den byxlöse äventyraren (TV-serie)
- 1973 – Kärlek och långvantar
- 1975 – Robert och Jessica (TV-serie)
- 1981 – Babels hus (TV-serie)
- 1983 – Profitörerna (TV-serie)
- 1983 – Nilla (TV-serie)
- 1984 – Träpatronerna (TV-serie)
- 1985 – Lösa förbindelser (TV-serie)
- 1998 – S:t Mikael (TV-serie)
- 2015 – En underbar jävla jul

## Teater

### Roller
| År   | Roll              | Produktion                                                                | Regi             | Teater                   |
| ---- | ----------------- | ------------------------------------------------------------------------- | ---------------- | ------------------------ |
| 1965 | Jenny Beales      | Rötter (Roots) Arnold Wesker                                              | Hans Bergström   | Helsingborgs stadsteater |
| 1965 |                   | Tjuvar, lik och fala qvinnor Dario Fo                                     | Hans Bergström   | Helsingborgs stadsteater |
| 1965 | Shirley           | Vittne mot sig själv (Inadmissable evidence) John Osborne                 | Bo Swedberg      | Helsingborgs stadsteater |
| 1966 | Bella Manningham  | Gasljus (Gas Light) Patrick Hamilton                                      | Hans Bergström   | Helsingborgs stadsteater |
| 1966 | Jacqueline        | Saken är Oscar! eller En halv million i kappsäcken (Oscar) Claude Magnier | Hans Bergström   | Helsingborgs stadsteater |
| 1967 | Laura             | Skälmarnas triumf (Los intereses creados) Jacinto Benavente               | Lennart Kollberg | Helsingborgs stadsteater |
| 1968 | Titania/Hippolyta | En midsommarnattsdröm (A Midsummer Night's Dream) William Shakespeare     | Hans Bergström   | Riksteatern              |
| 1974 | Medverkande       | Paviljongen, revy Carl Zetterström                                        | Hans Bergström   | Scalateatern             |

## Bilder

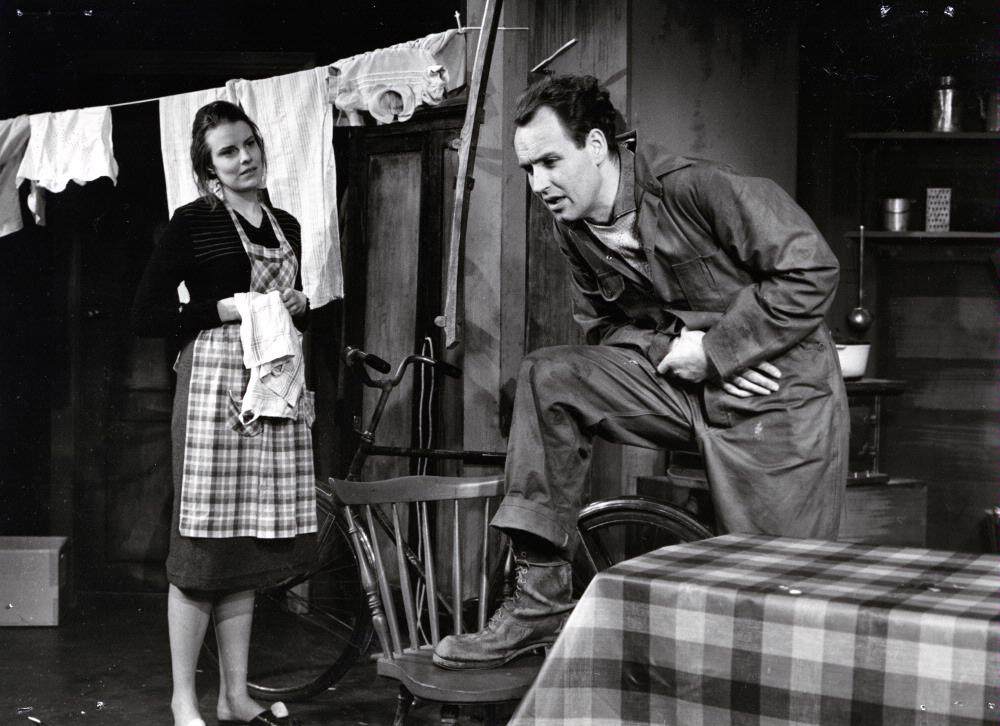
Kerstin Widgren och Kåre Sigurdson i Rötter på Helsingborgs stadsteater 1964.
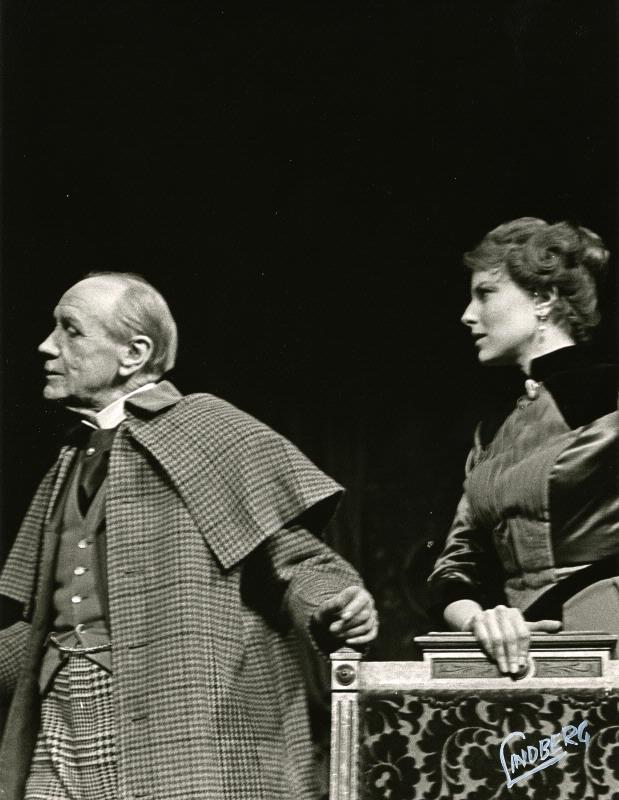
Gösta Cederlund och Kerstin Widgren i Gasljus på Helsingborgs stadsteater 1966.
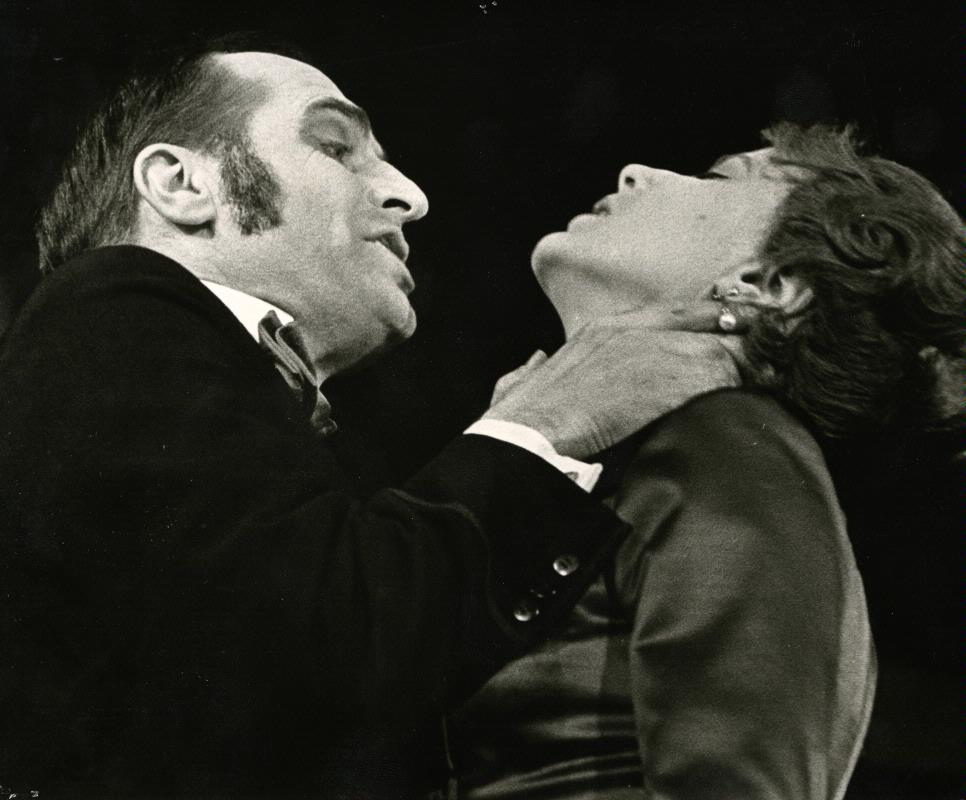
Rune Blomquist och Kerstin Widgren i Gasljus på Helsingborgs stadsteater 1966.